# Diastema weberbaueri
Diastema weberbaueri är en tvåhjärtbladig växtart som beskrevs av Karl Fritsch. Diastema weberbaueri ingår i släktet Diastema och familjen Gesneriaceae. Inga underarter finns listade i Catalogue of Life.